# Олна
Олна (фр. Aulnat) насеље је и општина у централној Француској у региону Оверња, у департману Пиј де Дом која припада префектури Клермон Феран.
По подацима из 2011. године у општини је живело 4076 становника, а густина насељености је износила 968,17 становника/km². Општина се простире на површини од 4,21 km². Налази се на средњој надморској висини од 329 метара (максималној 331 m, а минималној 317 m).

## Демографија
| 1962. | 1968. | 1975. | 1982. | 1990. | 1999. | 2011. |
| ----- | ----- | ----- | ----- | ----- | ----- | ----- |
| 2.059 | 2.978 | 4.936 | 4.720 | 4.944 | 4.488 | 4.076 |

График промене броја становника у току последњих година